# Scapania umbrosa
Scapania umbrosa ist eine Lebermoos-Art der Ordnung Lophoziales. Deutsche Namen sind Schatten-Spatenmoos oder Spitzlappiges Spatenmoos.

## Merkmale
Scapania umbrosa bildet gelbgrüne bis rötlichbraune Rasen. Die Pflanzen sind bis 2 Zentimeter lang, die Stämmchenspitzen sind zurückgebogen. Die Blätter sind wie bei allen Scapania-Arten zweilappig. Der kleinere Oberlappen ist schräg nach vorn gerichtet und greift nicht über das Stämmchen. Der vom Stämmchen abstehende Unterlappen ist etwa doppelt so groß. Beide Lappen sind zugespitzt-eiförmig und gegen die Blattspitzen meist gezähnt. Die Laminazellen sind in der Blattmitte etwa 25 bis 28 Mikrometer groß und haben dreieckige bis knotig verdickte Zellecken. Je Zelle sind 3 bis 6, um 5 Mikrometer große, elliptische Ölkörper vorhanden.
Das Moos ist diözisch. Perianthien sind nicht selten vorhanden. Die Perianthmündung ist ganzrandig. An den Stämmchenenden werden Brutkörper gebildet, sie sind zweizellig, elliptisch und rotbraun.

## Standorte und Verbreitung
Scapania umbrosa wächst in luftfeuchten Lagen an mäßig frischen, leicht schattigen bis schattigen Stellen, bevorzugt auf morschem Holz, weniger häufig an kalkfreien Felsen und auf kalkfreier Erde. In Deutschland, Österreich und der Schweiz ist das Moos hauptsächlich in Gebirgslagen bis zur Waldgrenze verbreitet, im Hügel- und Flachland kommt es nur vereinzelt vor oder fehlt ganz. In Europa kommt es von Nordeuropa nach Süden bis zu den Pyrenäen, bis Oberitalien und Rumänien vor. Weitere Vorkommen gibt es in Nordamerika.